# 압구정중학교
압구정중학교(狎鷗亭中學校)는 대한민국 서울특별시 강남구 압구정동에 있는 공립 중학교이다.
본관과 체육관으로 구성되어 있으며 교장은 2024년 새로 임명된 손의성이다

## 학교 연혁
- 1982년 12월 9일 : 구정중학교 설립인가(39학급 학년별 13학급)
- 1983년 3월 3일 : 제1회 입학식 18학급(남 10, 여 8)
- 2009년 9월 1일 : 압구정중학교로 개명
- 2019년 2월 1일 : 제34회 졸업식(7학급 180명 졸업, 총 13,603명)
- 2022년 3월 1일 : 제13대 홍준표 교장 취임
- 2023년 1월 3일 : 제38회 졸업식(6학급 142명)
- 2023년 3월 2일 : 제41회 입학식(6학급 143명)

## 참고 자료
- 압구정중학교 - 한국교육학술정보원 학교알리미